# 小諸駅
小諸駅（こもろえき）は、長野県小諸市相生町一丁目にある、しなの鉄道・東日本旅客鉄道（JR東日本）の駅である。しなの鉄道とJR東日本の共同使用駅で、駅管轄はしなの鉄道が行っている。

## 乗り入れ路線
しなの鉄道のしなの鉄道線と、JR東日本の小海線が乗り入れており、小海線は当駅を終着駅としている。
1997年（平成9年）に北陸新幹線が長野駅まで開通したことにより、その並行在来線である信越本線の一部区間（軽井沢駅 - 篠ノ井駅間）がしなの鉄道線として経営分離された。

## 歴史

### 年表
- 1888年（明治21年）12月1日：官設鉄道の駅として開業[2][4]。
- 1915年（大正4年）8月8日：佐久鉄道が開業[1][5]。
- 1926年（大正15年）12月1日：布引電気鉄道が開業[6]。
- 1934年（昭和9年）9月1日：佐久鉄道が国有化される[7]。
- 1936年（昭和11年）10月28日：布引電気鉄道が正式に廃止[8]。
- 1950年（昭和25年）1月：駅舎を改築[9]。
- 1985年（昭和60年）3月1日：貨物の取り扱いを廃止[4]。
- 1986年（昭和61年）11月1日：（新聞紙を除く）荷物の扱いを廃止[4]。
- 1987年（昭和62年）4月1日：国鉄分割民営化により、JR東日本の駅となる[4]。
- 1996年（平成8年）3月28日：東西自由通路が完成し、供用を開始[10]。
- 1997年（平成9年）
  - 9月30日：駅レンタカー営業所の営業を終了[11]。
  - 10月1日：北陸新幹線高崎 - 長野間が開業し[12]、信越本線軽井沢 - 篠ノ井間がしなの鉄道に移管される[3]。
- 2002年（平成14年）10月1日：しなの鉄道小諸駅窓口でのJR乗車券・特急券類の取り扱いを廃止（M2型マルス端末が使用停止となったため）。JR小諸駅みどりの窓口を再設置[1]。
- 2013年（平成25年）11月30日：2・3番線ホームの蕎麦屋「ひしや」が閉店[13]。
- 2018年（平成30年）3月17日：エレベーターの新設工事が終了し、供用を開始。駅舎・1番線ホームと2・3番線ホーム、4・5番線ホームを結ぶ跨線橋がバリアフリー化[14]。同時に手すりの設置や屋根の葺き替え、塗装の塗り替えも完了[15]。
- 2019年（令和元年）10月1日：JR東日本のみどりの窓口を廃止。しなの鉄道の窓口にマルス端末を再設置。
- 2026年（令和8年）春：しなの鉄道線でICカード「Suica」の利用が可能となる（予定）[16]。

### 新幹線開業による影響
かつての信越本線時代は、すべての特急「あさま」が停車する長野県東部の拠点駅であった。しなの鉄道移行後は、長野方面へは当駅始発の「しなのサンライズ号」が設定されたものの、東京から乗り換えなしで小諸に至る公共交通機関は高速バスのみとなった。
北陸新幹線建設に際して、1988年（昭和63年）8月11日に運輸省（現・国土交通省）がミニ新幹線規格での整備を打ち出した。しかし、1989年（平成元年）1月17日に「政府・与党」がフル規格着工を申し合わせで決定し、1990年（平成2年）11月30日に長野県や長野県市長会などで作る「北陸新幹線建設促進県協議会」がフル規格新幹線建設の場合に並行在来線の経営分離を受け入れることを決議した。これを受けて、約1週間後の12月5日にミニ新幹線規格での早期着工を求める決議案を市議会で可決し、この動きに抵抗したが、1991年（平成3年）6月2日に小諸市議会の全員協議会でミニ新幹線要求の断念を決定すると共に市長が第3セクター化受け入れを表明することとなった。

## 駅構造
単式・島式ホーム（しなの鉄道線は単式1面1線+島式2面2線の計2面3線、小海線は島式1面2線）計3面5線を有する地上駅である。JRとしなの鉄道相互間の乗り換えは改札を通らずに可能である。互いのホームは跨線橋で連絡している。
しなの鉄道の社員配置駅である。出札窓口や自動券売機のほか、待合室がある。2019年（令和元年）9月30日までびゅうプラザ小諸支店跡地にJR東日本のみどりの窓口（末期は長鉄開発に委託）があった。翌10月1日からJR券の発売も再度しなの鉄道への業務委託となり、マルス端末が同社の窓口に移設された。宮古駅と異なり、JR東日本公式ホームページではみどりの窓口を非設置扱いとしているが、実際にはえきねっとの受取、JR線定期券の発行、JRきっぷでのクレジットカード決済など、みどりの窓口と同等の取り扱いを行っている。
国鉄時代は、出口と入口が別であったが、現在はかつての入口に出口が統合された形になっており、以前の出口は封鎖されている。また、駅蕎麦屋が2・3番線ホーム、4・5番線ホームにあったが2・3番線ホーム上の駅蕎麦屋はホームかさ上げの際に、4・5番線ホーム上の駅蕎麦屋は待合室改装の際に解体された。
かつては小海線と信越本線（現在はしなの鉄道線）のレールはつながっていたが、現在では両線のレールは分断され、直通できない構造になっている。また、分断前は4番線にも架線が設置されていた。
なお、待合室には、2013年（平成25年）に閉店した駅蕎麦屋「ひしや」の味を再現した駅蕎麦屋「清野商店」が営業している。駅舎内の自動券売機前では、地元農産物の販売も行われている。

### のりば
| 番線 | 事業者     | 路線          | 方向 | 行先                   | 備考                     |
| ---- | ---------- | ------------- | ---- | ---------------------- | ------------------------ |
| 1    | しなの鉄道 | ■しなの鉄道線 | 上り | 軽井沢方面             | 上田方面からの直通列車   |
| 2    | しなの鉄道 | ■しなの鉄道線 | 上り | 軽井沢方面             | ごく一部の始発列車       |
| 2    | しなの鉄道 | ■しなの鉄道線 | 下り | 長野方面               | 折り返し列車             |
| 3    | しなの鉄道 | ■しなの鉄道線 | 下り | 長野方面               | 軽井沢方面からの直通列車 |
| 3    | しなの鉄道 | ■しなの鉄道線 | 上り | 軽井沢方面             | 折り返し列車             |
| 4・5 | JR東日本   | ■小海線       | -    | 小海・清里・小淵沢方面 |                          |

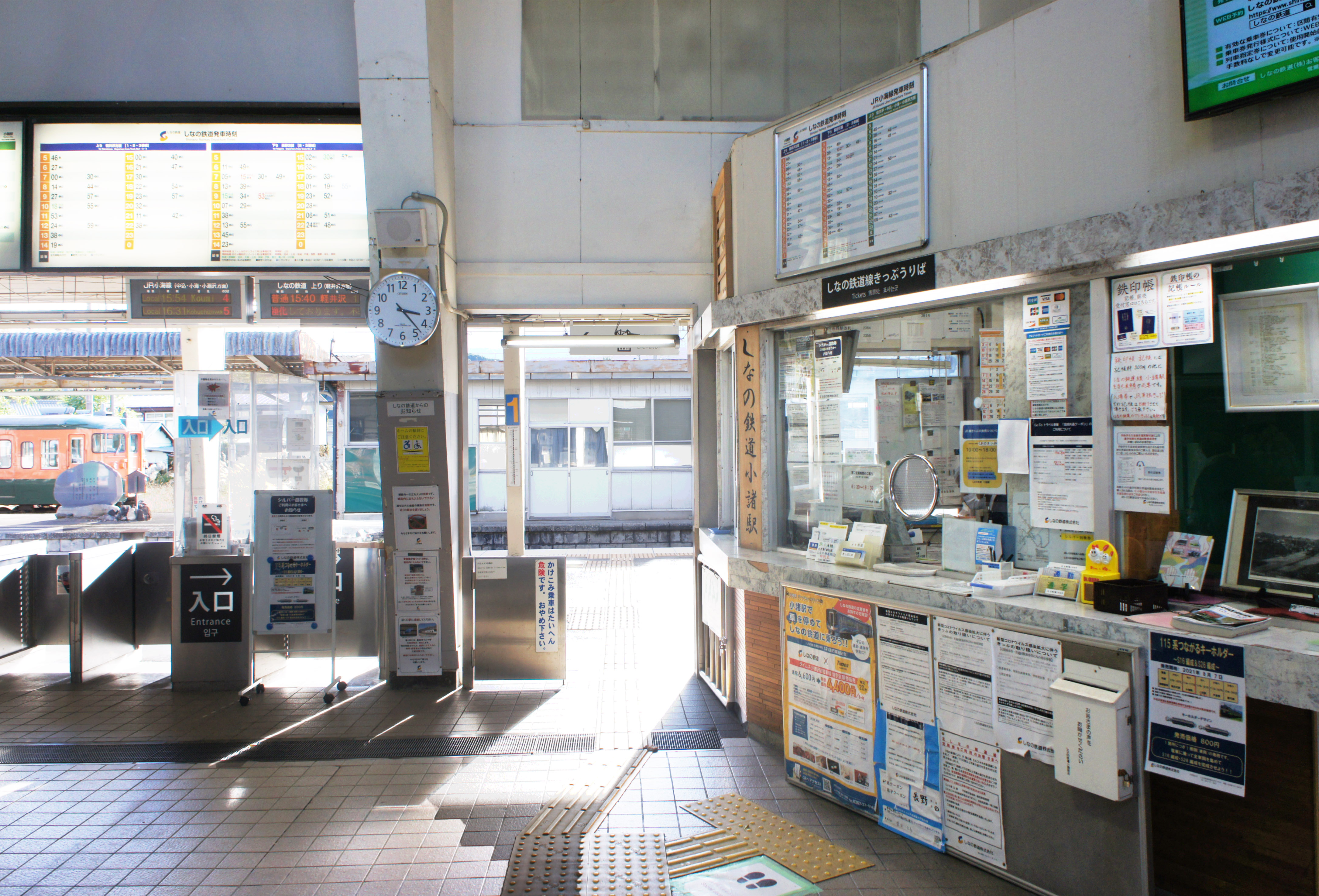
改札口（2021年10月）
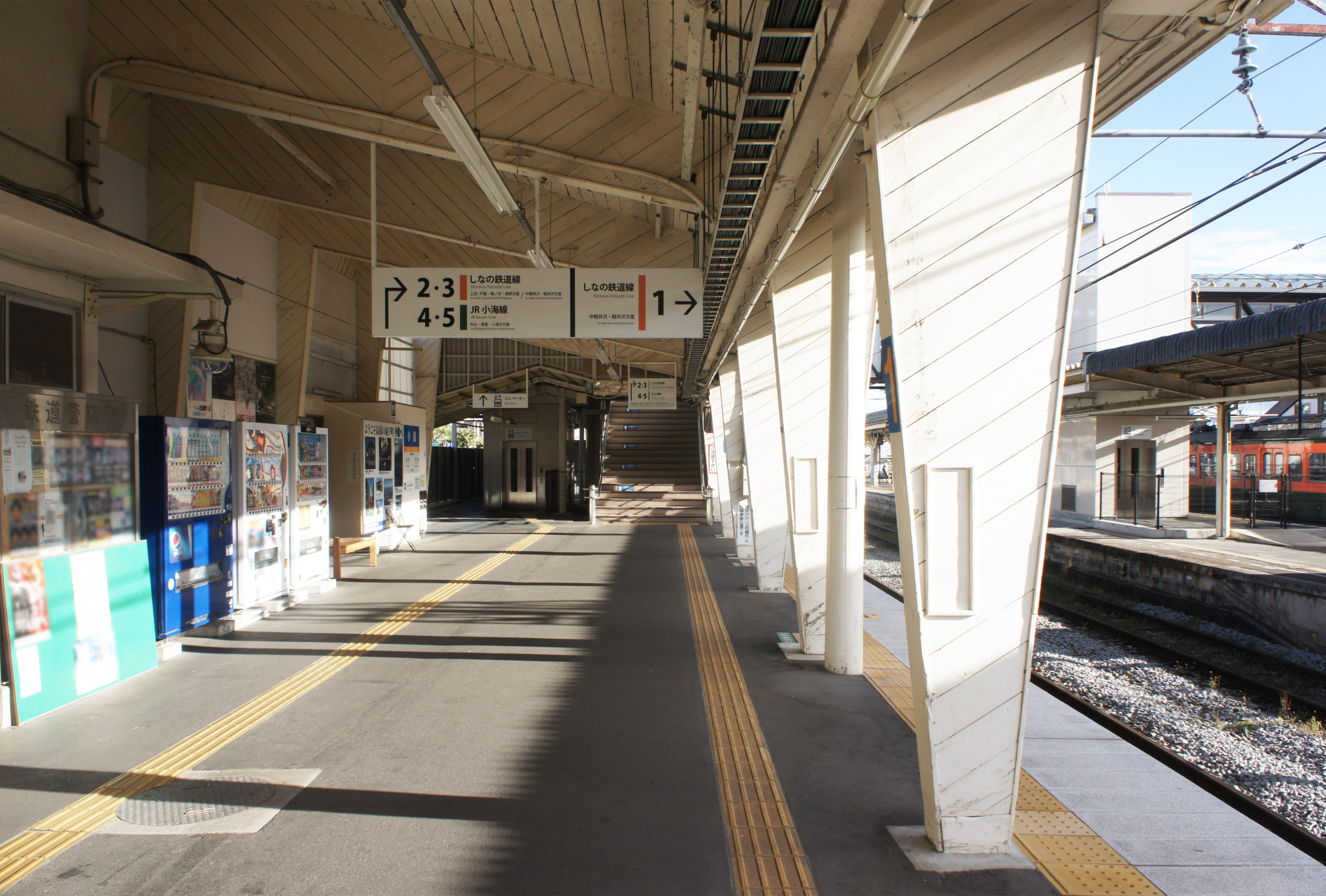
しなの鉄道線1番線ホーム（2021年10月）
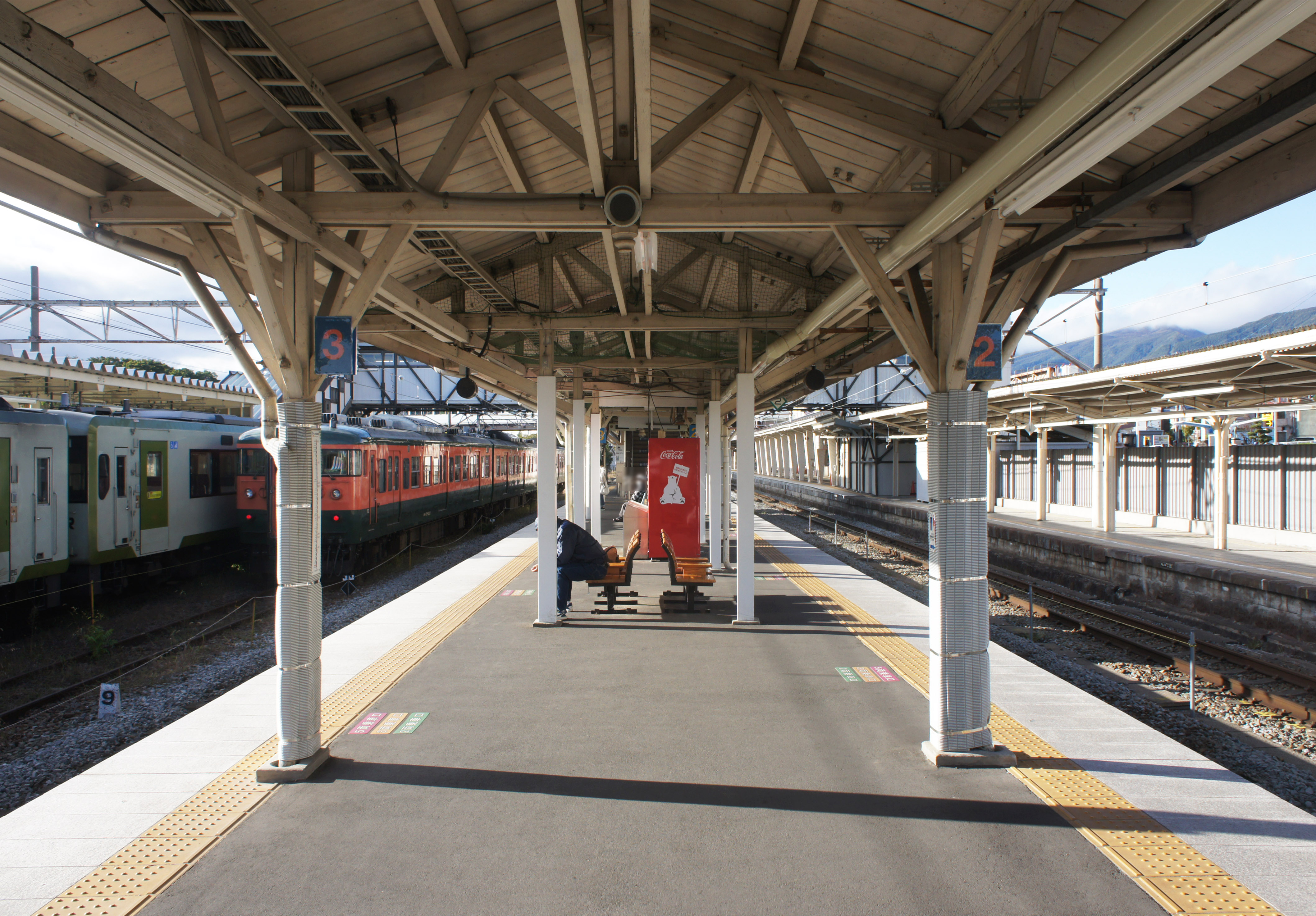
しなの鉄道線2・3番線ホーム（2021年10月）
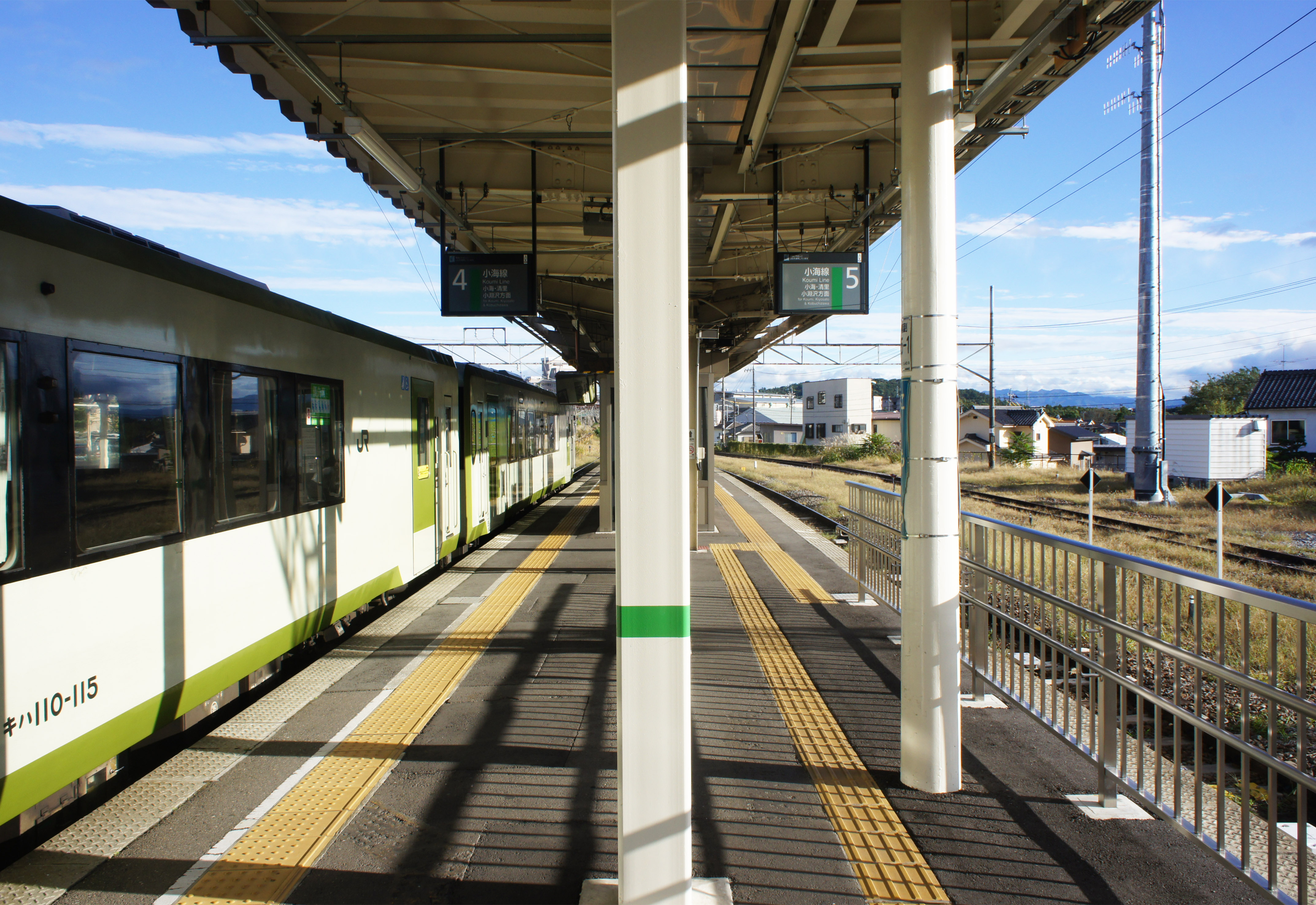
小海線4・5番線ホーム（2021年10月）

## 利用状況

### しなの鉄道
「統計小諸」によると、2021年次（令和3年次）の1日平均乗降人員は2,546。
2003年次（平成15年次）以降の推移は以下のとおりである。
| 乗降人員推移       | 乗降人員推移     | 乗降人員推移 |
| 年次               | 1日平均 乗降人員 | 出典         |
| ------------------ | ---------------- | ------------ |
| 2003年（平成15年） | 3,546            | [ 小諸 2 ]   |
| 2004年（平成16年） | 3,455            | [ 小諸 2 ]   |
| 2005年（平成17年） | 3,442            | [ 小諸 2 ]   |
| 2006年（平成18年） | 3,422            | [ 小諸 2 ]   |
| 2007年（平成19年） | 3,376            | [ 小諸 2 ]   |
| 2008年（平成20年） | 3,369            | [ 小諸 2 ]   |
| 2009年（平成21年） | 3,300            | [ 小諸 2 ]   |
| 2010年（平成22年） | 3,174            | [ 小諸 2 ]   |
| 2011年（平成23年） | 3,173            | [ 小諸 2 ]   |
| 2012年（平成24年） | 3,272            | [ 小諸 2 ]   |
| 2013年（平成25年） | 3,235            | [ 小諸 3 ]   |
| 2014年（平成26年） | 3,167            | [ 小諸 3 ]   |
| 2015年（平成27年） | 3,126            | [ 小諸 3 ]   |
| 2016年（平成28年） | 3,088            | [ 小諸 3 ]   |
| 2017年（平成29年） | 3,124            | [ 小諸 3 ]   |
| 2018年（平成30年） | 3,124            | [ 小諸 4 ]   |
| 2019年（令和元年） | 3,021            | [ 小諸 5 ]   |
| 2020年（令和02年） | 2,167            | [ 小諸 6 ]   |
| 2021年（令和03年） | 2,346            | [ 小諸 6 ]   |
| 2022年（令和04年） | 2,463            | [ 小諸 7 ]   |
| 2023年（令和05年） | 2,546            | [ 小諸 1 ]   |

### JR東日本
JR東日本によると、2023年度（令和5年度）の1日平均乗車人員は1,468人である。
2000年度（平成12年度）以降の推移は以下のとおりである。
| 1日平均乗車人員推移 | 1日平均乗車人員推移 | 1日平均乗車人員推移 | 1日平均乗車人員推移 | 1日平均乗車人員推移 |
| 年度                | 定期外              | 定期                | 合計                | 出典                |
| ------------------- | ------------------- | ------------------- | ------------------- | ------------------- |
| 2000年（平成12年）  |                     |                     | 2,264               | [ JR 2 ]            |
| 2001年（平成13年）  |                     |                     | 2,135               | [ JR 3 ]            |
| 2002年（平成14年）  |                     |                     | 2,009               | [ JR 4 ]            |
| 2003年（平成15年）  |                     |                     | 1,873               | [ JR 5 ]            |
| 2004年（平成16年）  |                     |                     | 1,749               | [ JR 6 ]            |
| 2005年（平成17年）  |                     |                     | 1,667               | [ JR 7 ]            |
| 2006年（平成18年）  |                     |                     | 1,609               | [ JR 8 ]            |
| 2007年（平成19年）  |                     |                     | 1,698               | [ JR 9 ]            |
| 2008年（平成20年）  |                     |                     | 1,672               | [ JR 10 ]           |
| 2009年（平成21年）  |                     |                     | 1,638               | [ JR 11 ]           |
| 2010年（平成22年）  |                     |                     | 1,589               | [ JR 12 ]           |
| 2011年（平成23年）  |                     |                     | 1,570               | [ JR 13 ]           |
| 2012年（平成24年）  | 416                 | 1,169               | 1,586               | [ JR 14 ]           |
| 2013年（平成25年）  | 404                 | 1,246               | 1,650               | [ JR 15 ]           |
| 2014年（平成26年）  | 409                 | 1,235               | 1,645               | [ JR 16 ]           |
| 2015年（平成27年）  | 416                 | 1,308               | 1,725               | [ JR 17 ]           |
| 2016年（平成28年）  | 374                 | 1,334               | 1,709               | [ JR 18 ]           |
| 2017年（平成29年）  | 435                 | 1,346               | 1,781               | [ JR 19 ]           |
| 2018年（平成30年）  | 444                 | 1,342               | 1,787               | [ JR 20 ]           |
| 2019年（令和元年）  | 408                 | 1,287               | 1,696               | [ JR 21 ]           |
| 2020年（令和02年）  | 238                 | 1,187               | 1,426               | [ JR 22 ]           |
| 2021年（令和03年）  | 275                 | 1,122               | 1,398               | [ JR 23 ]           |
| 2022年（令和04年）  | 316                 | 1,089               | 1,406               | [ JR 24 ]           |
| 2023年（令和05年）  | 366                 | 1,101               | 1,468               | [ JR 1 ]            |

## 駅周辺

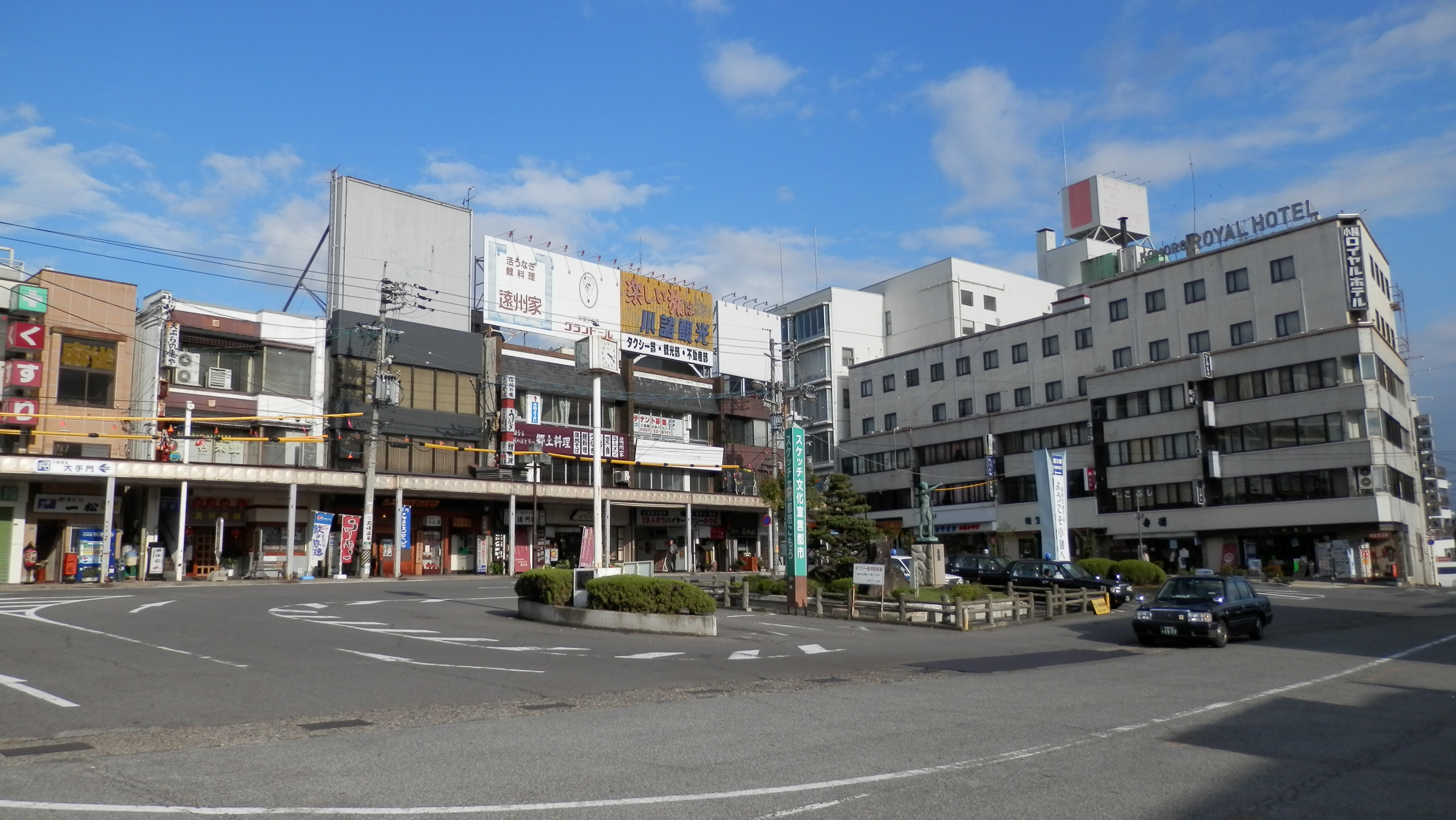
駅前ロータリー（2012年10月）

改札外に小諸城跡（懐古園）側と駅前広場とを結ぶエレベーター付きの東西自由通路がある。
- 小諸城跡（懐古園）[1][2] - 信越本線は城跡を横断する形で建設されたため、遺構の間に駅と線路が挟まっている。
  - 西（南）側 - 小諸市立藤村記念館、懐古神社、小諸市立小山敬三美術館、小諸市立郷土博物館、徴古館、小諸市動物園
  - 東（北）側 - 大手門公園
- 鹿嶋神社
- 小諸宿本陣主屋
- 旧小諸本陣
- 小諸市立小諸義塾記念館
- 停車場ガーデン
- 大塚酒造酒蔵資料館
- 小諸警察署小諸駅前交番
- 小諸市役所[1][2]
- 市立小諸図書館
- 浅間南麓こもろ医療センター
- 長野県小諸商業高等学校
- 日本年金機構小諸年金事務所
- 小諸相生郵便局
- JRバス関東小諸支店
- 東京電力西浦ダム
- ツルヤ小諸店
- 小諸ロイヤルホテル
- 千曲川

## バス路線

### 路線バス
- JRバス関東
  - 高峰高原線：高峰マウンテンリゾート行き
- 小諸市

  - 「こもろ愛のりくん」予約制相乗りタクシー

千曲バス佐久上田線は2021年（令和3年）9月30日をもって廃止された。また、EVバス・e-ミライ号（旧こもこむ号）は小諸市の新たな公共交通の構築を目指し、現在スクールバスとして運行されている（学生専用で一般の利用は不可）。

### 高速バス
- バスタ新宿（新宿駅）行き（JRバス関東）
- 千曲川ライナー：USJ行き（千曲バス・近鉄バス）
- 青春ドリーム信州号：USJ行き（JRバス関東・西日本JRバス）

## 隣の駅
しなの鉄道
■しなの鉄道線
- 特別快速「しなのサンライズ号」始発駅、特別快速「軽井沢リゾート号」一部停車駅（下りのみ）、観光列車「ろくもん」停車駅

□快速
御代田駅 - 小諸駅 - 田中駅
■普通
平原駅 - 小諸駅 - 滋野駅
東日本旅客鉄道（JR東日本）
■小海線
- 臨時快速「HIGH RAIL 1375」発着駅

■普通
東小諸駅 - 小諸駅

### かつての接続路線
■布引電気鉄道
小諸駅 - 花川駅

### 記事本文
1. 1 2 3 4 5 6 7 8 9 10 11 12  長野県全駅、p.132。
2. 1 2 3 4 5 6  長野県全駅、p.243。
3. 1 2  「期待と不安乗せ しなの鉄道スタート」『信濃毎日新聞』信濃毎日新聞社、1997年10月1日。
4. 1 2 3 4  石野哲 編『停車場変遷大事典 国鉄・JR編 Ⅱ』（初版）JTB、1998年10月1日、576頁。ISBN 978-4-533-02980-6。
5. ↑  「軽便鉄道運輸開始」『官報』1915年8月19日（国立国会図書館デジタルコレクション）
6. ↑  「地方鉄道運輸開始」『官報』1926年12月7日（国立国会図書館デジタルコレクション）
7. ↑  「鉄道省告示第395・396号」『官報』1934年8月25日（国立国会図書館デジタルコレクション）
8. ↑  鉄道免許失効（北佐久郡北御牧村-同郡本牧村間 工事施工ノ認可ヲ得サルタメ）「鉄道免許失効」『官報』1936年10月30日、鉄道免許取消（北佐久郡小諸町-同郡北御牧村間 地方鉄道法37条ノ規程ニヨリ「鉄道免許取消」『官報』1936年10月30日（国立国会図書館デジタルコレクション）
9. ↑  「第8章 施設／2 営業用建物」『長鉄局二十年史』日本国有鉄道長野鉄道管理局、1971年3月30日、477頁。
10. 1 2  「自由通路開通式 JR小諸駅」『交通新聞』交通新聞社、1996年4月5日、2面。
11. ↑  JR時刻表 1997年10月号
12. ↑  「信濃路に新風、一番列車 響く万歳、歓迎太鼓」『信濃毎日新聞』信濃毎日新聞社、1997年10月1日。
13. ↑  小諸駅そば屋「ひしや」の閉店について
14. ↑  小諸駅エレベーター供用開始について | お知らせ | しなの鉄道ホームページ平成30年5月2日閲覧
15. ↑  小諸駅にエレベーターが設置されました | 小諸市オフィシャルサイト平成30年5月2日閲覧
16. ↑  “しなの鉄道全線への「Suica」導入について”.   しなの鉄道. 2025年2月27日閲覧。
17. 1 2 3  「新幹線特集 開業までの歩み」『信濃毎日新聞』信濃毎日新聞社、1997年10月1日。
18. ↑  直売所情報 - 小諸市（2018年4月27日閲覧）
19. 1 2 3  “小諸駅 | 沿線情報 | しなの鉄道”.   しなの鉄道. 2022年3月9日閲覧。
20. ↑  “JR東日本：駅構内図・バリアフリー情報（小諸駅）”.   東日本旅客鉄道. 2025年6月6日閲覧。
21. ↑  運行状況のお知らせ（路線バス）
22. ↑  “JR東日本の「のってたのしい列車」：HIGH RAIL 1375”. のってたのしい列車 ポータル：JR東日本. 2024年6月18日閲覧。

### 利用状況

#### 小諸市
1. 1 2  “統計小諸2024” (PDF).   小諸市. p. 62 (2025年3月). 2025年6月6日閲覧。
2. ↑  “統計小諸” (PDF).   小諸市. p. 64 (2014年3月). 2019年4月13日時点のオリジナルよりアーカイブ。2019年4月13日閲覧。
3. ↑  “統計小諸” (PDF).   小諸市. p. 62 (2019年3月). 2019年4月13日時点のオリジナルよりアーカイブ。2019年4月13日閲覧。
4. ↑  “統計小諸” (PDF).   小諸市. p. 62 (2020年3月). 2021年8月18日時点のオリジナルよりアーカイブ。2023年7月11日閲覧。
5. ↑  “統計小諸2020” (PDF).   小諸市. p. 62 (2021年3月). 2023年7月10日時点のオリジナルよりアーカイブ。2023年7月11日閲覧。
6. ↑  “統計小諸2022” (PDF).   小諸市. p. 62 (2023年3月). 2023年7月10日時点のオリジナルよりアーカイブ。2023年7月11日閲覧。
7. ↑  “統計小諸2023” (PDF).   小諸市. p. 62 (2024年3月). 2025年6月6日閲覧。

#### JR東日本
1. 1 2  “各駅の乗車人員（2023年度）”.   東日本旅客鉄道. 2024年7月21日閲覧。
2. ↑  “各駅の乗車人員（2000年度）”.   東日本旅客鉄道. 2019年4月13日閲覧。
3. ↑  “各駅の乗車人員（2001年度）”.   東日本旅客鉄道. 2019年4月13日閲覧。
4. ↑  “各駅の乗車人員（2002年度）”.   東日本旅客鉄道. 2019年4月13日閲覧。
5. ↑  “各駅の乗車人員（2003年度）”.   東日本旅客鉄道. 2019年4月13日閲覧。
6. ↑  “各駅の乗車人員（2004年度）”.   東日本旅客鉄道. 2019年4月13日閲覧。
7. ↑  “各駅の乗車人員（2005年度）”.   東日本旅客鉄道. 2019年4月13日閲覧。
8. ↑  “各駅の乗車人員（2006年度）”.   東日本旅客鉄道. 2019年4月13日閲覧。
9. ↑  “各駅の乗車人員（2007年度）”.   東日本旅客鉄道. 2019年4月13日閲覧。
10. ↑  “各駅の乗車人員（2008年度）”.   東日本旅客鉄道. 2019年4月13日閲覧。
11. ↑  “各駅の乗車人員（2009年度）”.   東日本旅客鉄道. 2019年4月13日閲覧。
12. ↑  “各駅の乗車人員（2010年度）”.   東日本旅客鉄道. 2019年4月13日閲覧。
13. ↑  “各駅の乗車人員（2011年度）”.   東日本旅客鉄道. 2019年4月13日閲覧。
14. ↑  “各駅の乗車人員（2012年度）”.   東日本旅客鉄道. 2019年4月13日閲覧。
15. ↑  “各駅の乗車人員（2013年度）”.   東日本旅客鉄道. 2019年4月13日閲覧。
16. ↑  “各駅の乗車人員（2014年度）”.   東日本旅客鉄道. 2019年4月13日閲覧。
17. ↑  “各駅の乗車人員（2015年度）”.   東日本旅客鉄道. 2019年4月13日閲覧。
18. ↑  “各駅の乗車人員（2016年度）”.   東日本旅客鉄道. 2019年4月13日閲覧。
19. ↑  “各駅の乗車人員（2017年度）”.   東日本旅客鉄道. 2019年4月13日閲覧。
20. ↑  “各駅の乗車人員（2018年度）”.   東日本旅客鉄道. 2019年7月24日閲覧。
21. ↑  “各駅の乗車人員（2019年度）”.   東日本旅客鉄道. 2020年7月18日閲覧。
22. ↑  “各駅の乗車人員（2020年度）”.   東日本旅客鉄道. 2021年7月29日閲覧。
23. ↑  “各駅の乗車人員（2021年度）”.   東日本旅客鉄道. 2022年8月12日閲覧。
24. ↑  “各駅の乗車人員（2022年度）”.   東日本旅客鉄道. 2023年7月11日閲覧。